# Ayuntamiento de Gdansk
El Ayuntamiento de Gdansk es un ratusz histórico ubicado en el distrito de Śródmieście de la ciudad principal de Gdansk, Polonia. Es uno de los mejores ejemplos de edificios históricos gótico-renacentistas de la ciudad, construido en la intersección de Ulica Długa y Długi Targ, en la parte más popular de Gdansk. El edificio del ayuntamiento alberga el Museo de Historia de la Ciudad de Gdansk.

## Ubicación
El ayuntamiento de Gdańsk se encuentra en Ulica Długa, parte de la Ruta Real. El edificio está ubicado en el complejo de edificios, rodeado por Ulica Długa y las calles Kramarska, Piwna y Kaletnicza, ubicado en la esquina de los dos primeros. El edificio es el segundo más alto de la ciudad principal (después de la iglesia de Santa María) y se encuentra en la parte más notable del distrito de  Śródmieście en Gdansk. El acceso al edificio en coche es difícil, ya que Ulica Długa es peatonal durante todo el año. El transporte público no llega al edificio. La parada de tranvía más cercana se encuentra en Podwale Przedmiejskie.

## Historia

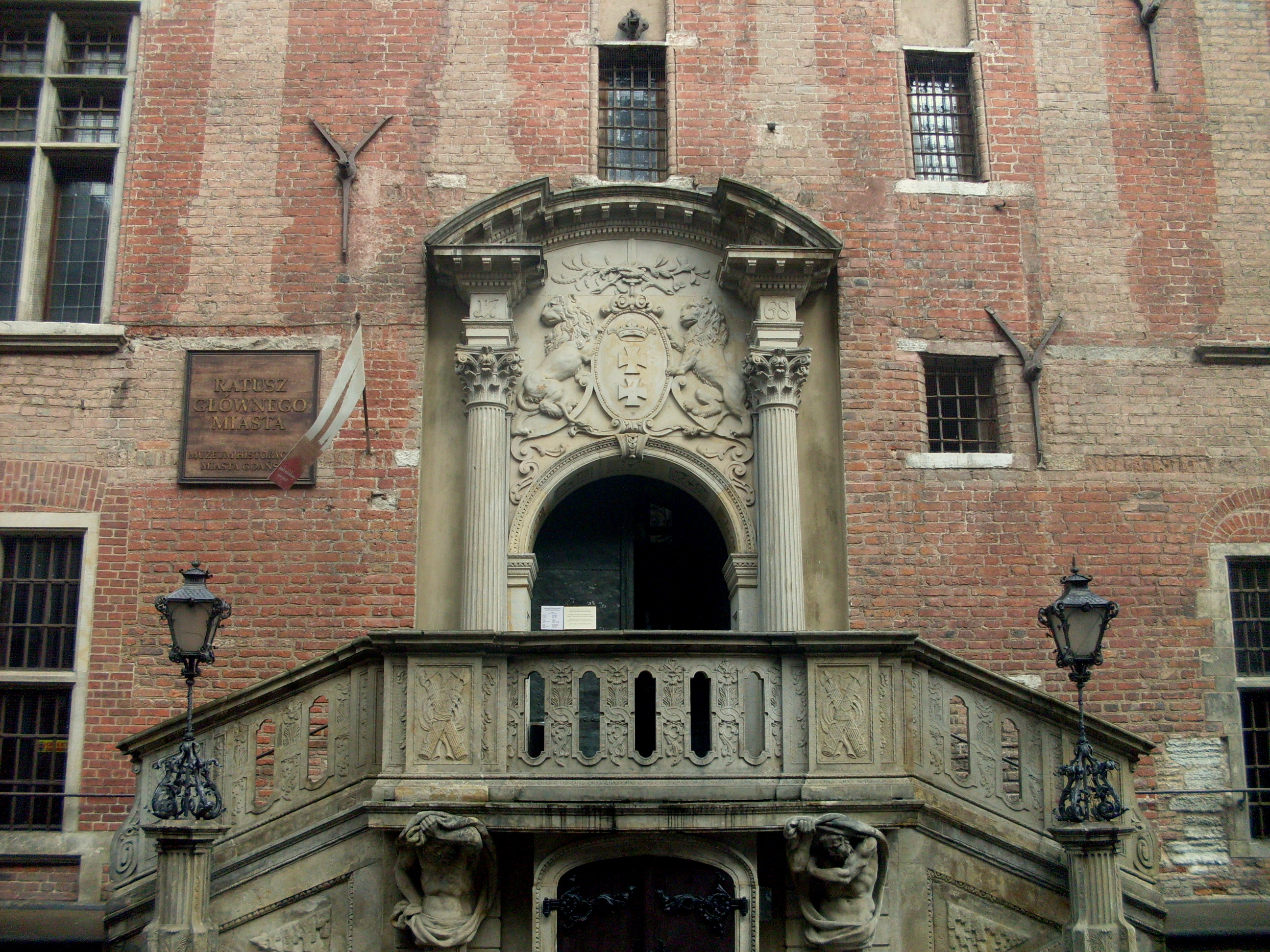
Puerta principal y portal con el escudo de armas de Gdansk.

Los fragmentos más antiguos del ayuntamiento datan de 1327 a 1336; el edificio era entonces mucho más pequeño en tamaño, lo que provocó su expansión en los años siguientes. En el siglo XIV se reconstruyó la ciudad principal de Gdansk, y en 1346 se reemplazó la ley de Lübeck entonces vigente por la ley de Kulm. La reforma había separado las funciones del ayuntamiento y ława miejska (que era responsable del poder judicial). La separación de los dos cuerpos llevó a la necesidad de dos salas separadas para las dos instituciones. En 1357, en el emplazamiento del actual ayuntamiento, se ubicó un ayuntamiento provisional.
La primera gran expansión del edificio comenzó en 1378, después de que se otorgara a la ciudad la ley Kulm completa. La expansión del edificio estuvo a cargo de Henryk Ungerdin y la reconstrucción se completó en 1382. Entre 1454 y 1457, con el relato de la llegada del rey Casimiro IV Jagellón, se amplía el ayuntamiento. La torre del ayuntamiento se completó en los años 1486-1488; cuya construcción fue dirigida por Henryk Hetzel. La torre fue completada por Michał Enkinger, con una cúpula alta en 1492, que se incendió en 1494. En 1504, el ayuntamiento fue visitado por el rey Alejandro I Jagellón.
Después de un incendio en 1556, el ayuntamiento fue reconstruido y ampliado con influencias renacentistas por arquitectos y maestros de obras neerlandeses, incluidos Wilhem van den Meer, Dirk Daniels y Anthonis van Obbergen. En 1561, se colocó una estatua dorada del entonces rey polaco Segismundo II Augusto en la parte superior de la torre y se instaló un carillón en la torre.
Muy dañado en la Segunda Guerra Mundial, con la pérdida de la parte superior de la torre, fue cuidadosamente reparado y reconstruido, en gran parte completo en 1952.

## Galería

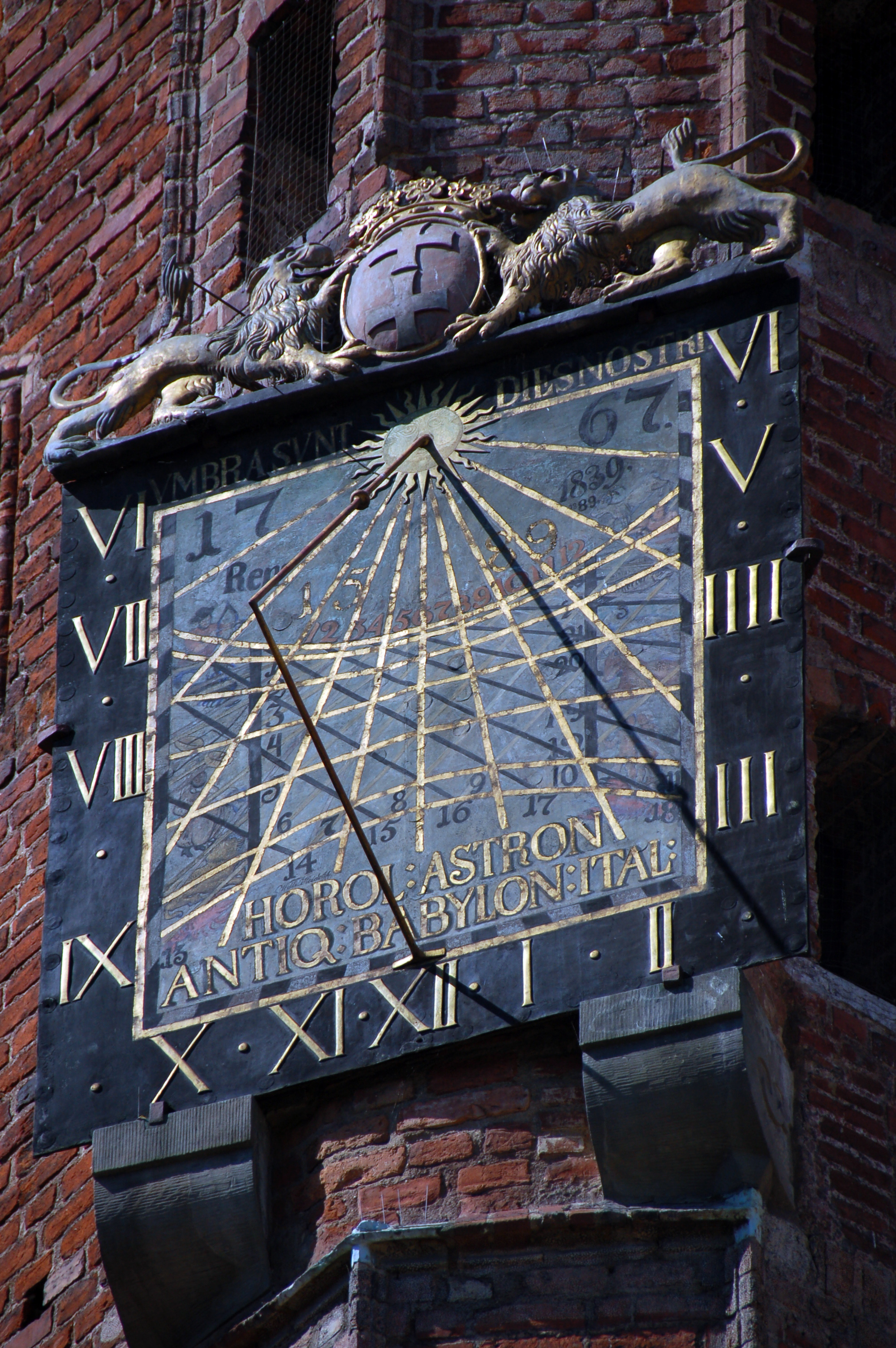
Reloj de sol
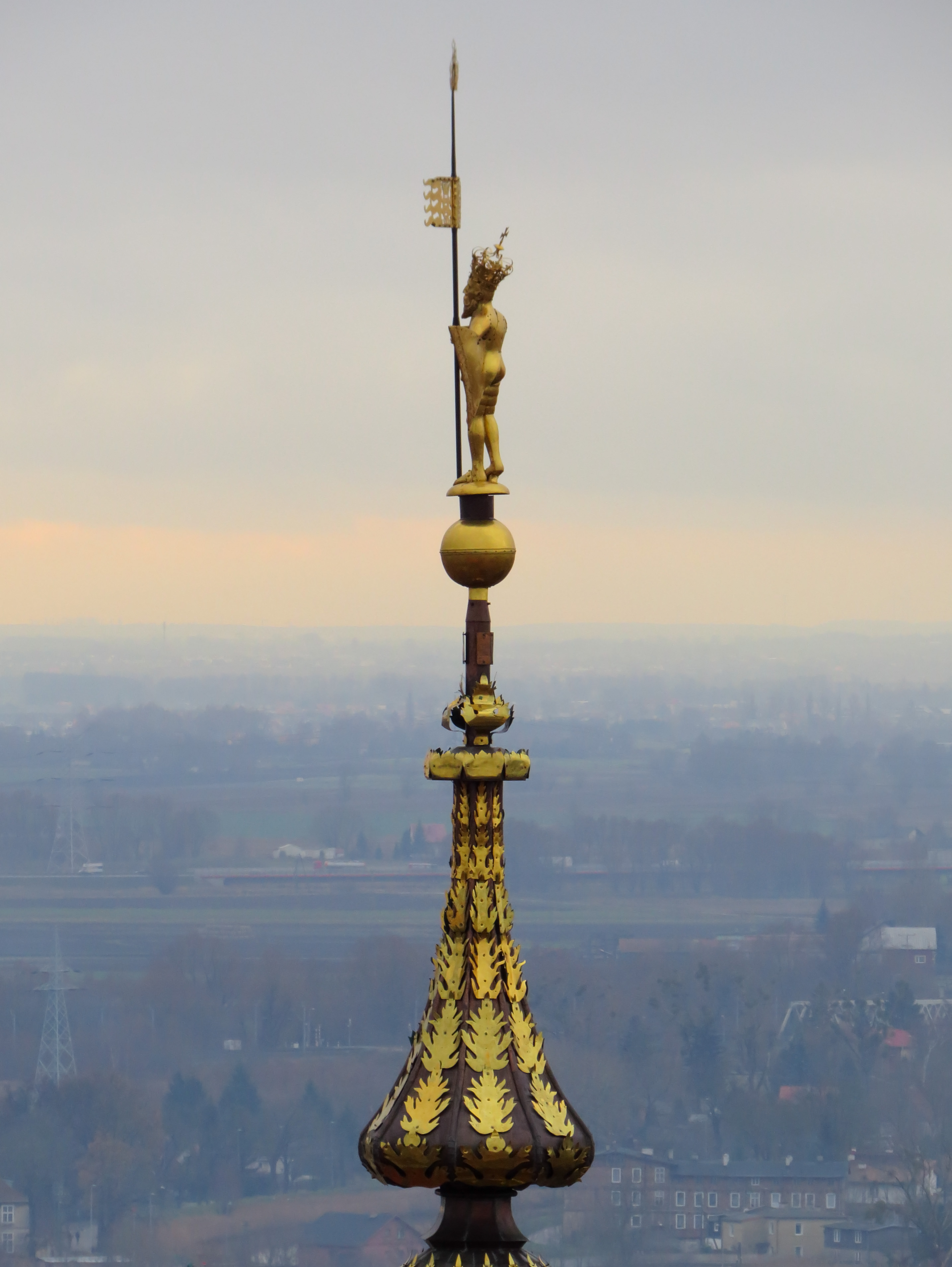
Estatua del rey Segismundo II Augusto en la parte superior de la torre
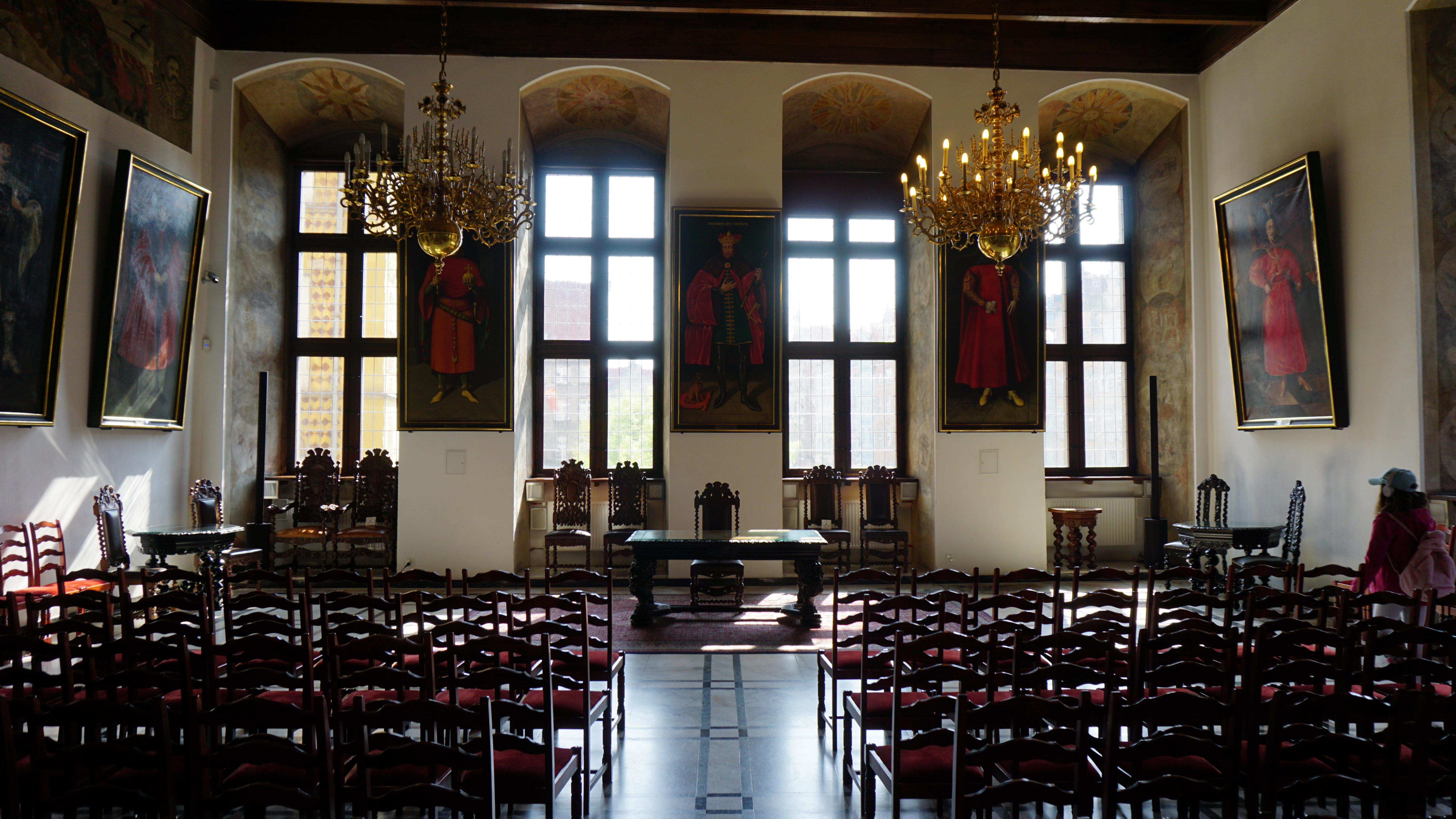
Habitación blanca
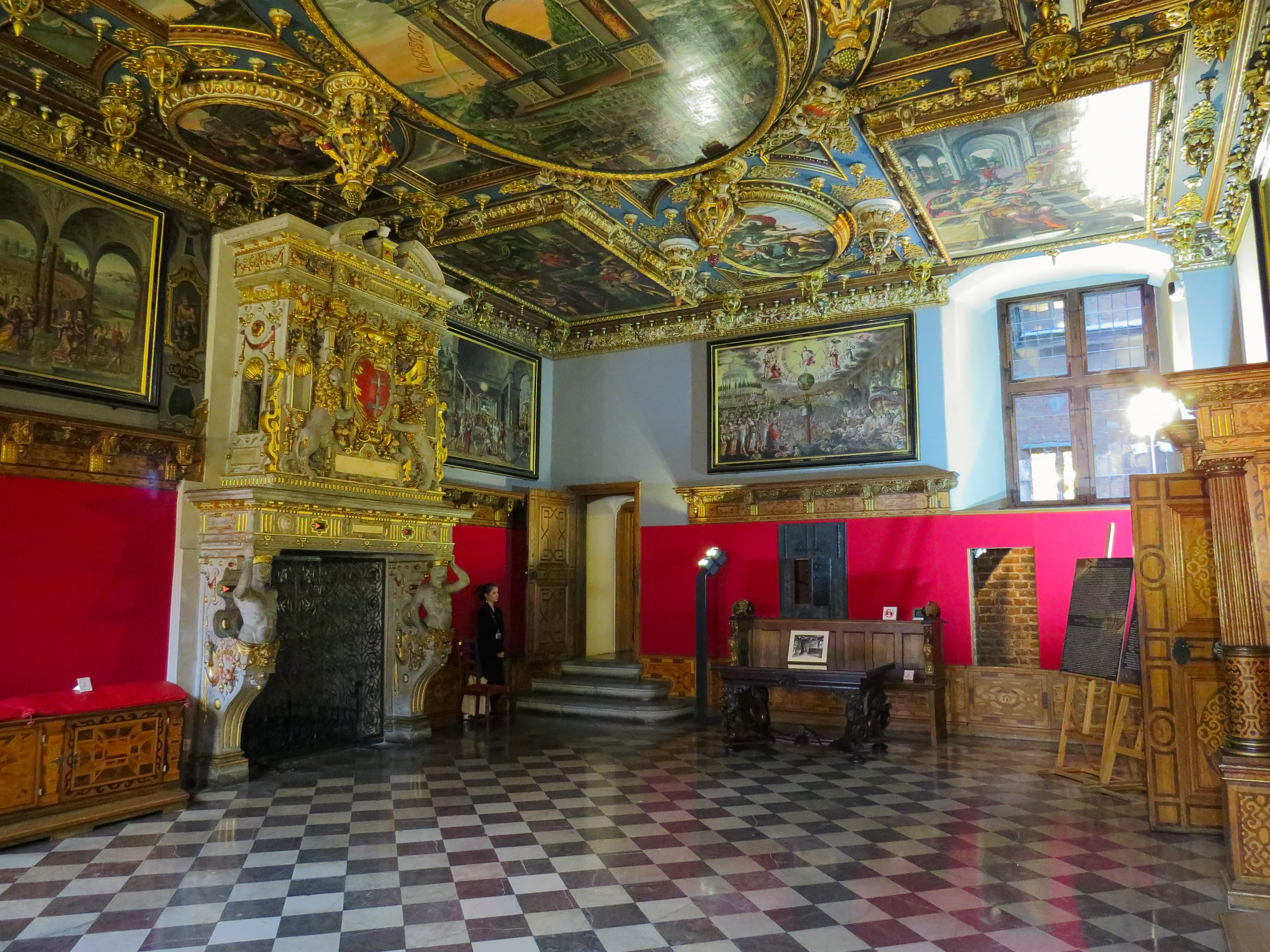
Cuarto rojo
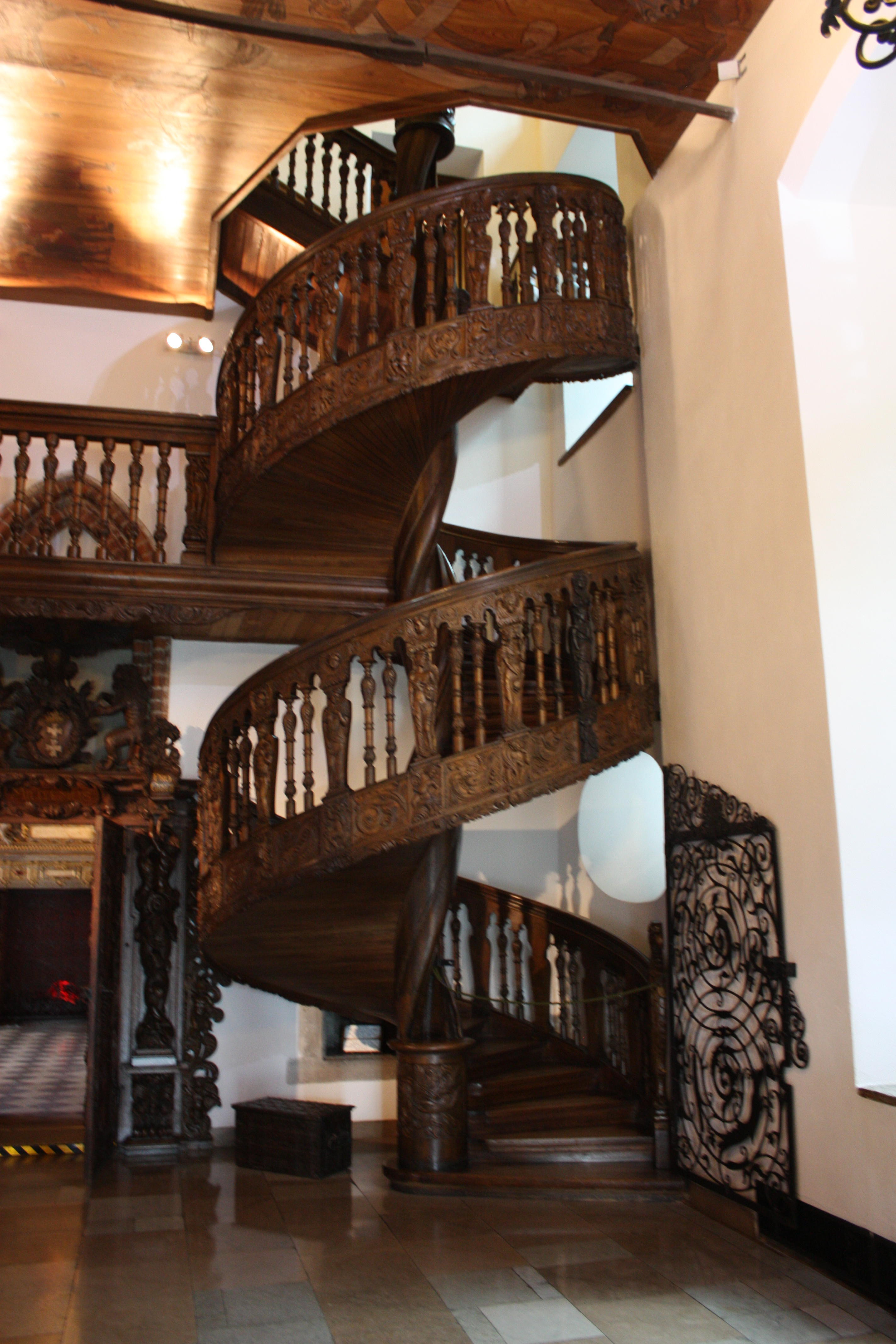
Escaleras de caracol